# إليسا ميفيوس
إليسا ميفيوس (من مواليد 23 أبريل 2004) هي لاعبة كرة سلة ألمانية، تلعب لصالح أوريغون دوكز لكرة السلة للسيدات، تم اختياره في قائمة فريق كرة السلة الألماني 3x3 في دورة الألعاب الأولمبية الصيفية 2024 في باريس، وفازت مع الفريق بالميدالية الذهبية في حدث كرة السلة 3x3 بعد هزيمة فريق إسبانيا بنتيجة 17-16 في مباراة الميدالية الذهبية التي أقيمت يوم الاثنين في إسبلاناد دي إنفاليد في باريس، تمكنت ميفيوس من تحقيق عودة قوية للمنتخب الألماني بعد أن كان متأخرًا بنتيجة 10-6 في بداية المباراة. وسجلت أربع نقاط وساهمت في تمريرة حاسمة في الفوز.
انضمت أربع لاعبات سابقات في فريق أوريغون دوكز لكرة السلة النسائية إلى ميفيوس كلاعبات أوليمبيات مشاركات في أولمبياد باريس 2024. وهم اللاعب سابرينا ايونيسكو التي مثلت فريق الولايات المتحدة، واللاعبة مايتي كازورلا لصالح إسبانيا، بينما تمثل كل من نيارا سابالي وساتو سابالي ألمانيا. ميفيوس هي رابع لاعبة كرة سلة نسائية نشطة من فريق أوريغون تشارك في الألعاب الأولمبية.